# Asongo Alalaparoe
Asongo Alalaparoe (circa 1941/1942 - Lelydorp, 21 november 2021) was een inheems leider. Hij was van 1997 tot 2021 granman van het Trio-volk in Suriname. Onder zijn leiding keerde een deel van zijn volk terug naar kleine nederzettingen verspreid over het binnenland. Door overstromingen en mierenplagen had het jarenlang te kampen met voedseltekorten.

## Biografie

### Herverspreiding van de Trio
Alalaparoe werd op 15 januari 1997 geïnstalleerd als granman van de Trio in Suriname. Voorafgaand, in de jaren 1960 en 1970, waren inheemsen van onder andere de Trio door zendelingen overgehaald om bij elkaar te wonen in het dorp  Kwamalasamoetoe, om zo onderwijs, gezondheidszorg en godsdienstonderwijs te centraliseren. Eind jaren 1990 besloot Alalaparoe om deze situatie terug te draaien, toen bleek dat de Trio hun traditionele kennis aan het verliezen waren, afhankelijk werden van gefabriceerde goederen en overmatig aanspraak maakten op natuurlijke bronnen. Evenzo belangrijk was het zekerstellen van de aanspraak op het territorium van de Trio. Sinds eind 20e eeuw motiveerde hij zijn kapiteins daarom om zich opnieuw te verspreiden langs de grenzen van het gebied. Zij hervestigden zich in onder meer Wanapan (1998), Alalapadoe (1999), Sipaliwinisavanne (2000), Coeroenie (2001 à 2002), Kasjoe-eiland (2002), Amatopo (2003) en Lucie (2004). De nederzettingen varieerden van nieuw opgezet tot herbewoning, en kenden soms nog enkele achterblijvers van vroeger. Om te zorgen dat Trio met elkaar in contact blijven, wilde Alalaparoe de voormalige voetpaden tussen de dorpen herstellen. In de praktijk bleek dit op bepaalde plekken lastig, vanwege het grensdispuut tussen Guyana en Suriname, maar ook omdat dorpen van elkaar werden gescheiden door land dat de Trio niet bezit.
De bescherming van de grondenrechten is een voortdurend probleem voor inheemsen. In 2007 maande hij garimpeiro's het gebied te verlaten, nadat de regering niet reageerde op zijn verzoek om bijstand. Doordat hij het Nederlands niet machtig is, maar alleen Trio spreekt, moest hij in 2008 zijn toestemming aan C-mining weer intrekken om diamanten te exploreren. Verder voerde hij rond 2012 strijd tegen de aanleg van dammen in de Tapanahonyrivier en waarschuwde hij in 2020 buitenstaanders  opnieuw om het woon- en leefgebied van de Trio niet binnen te dringen voor goud of diamantenwinning.

### Armoede en voedseltekorten
In de eerste twee decennia van de 21e eeuw had zijn volk te maken met voedseltekorten. Bijna jaarlijks waren er overstromingen van kostgrondjes en daarnaast hadden enkele dorpen in 2002 en 2008 last van mierenplagen, waardoor voedselhulp vanuit Paramaribo nodig was. Om de voedselvoorziening te verbeteren werd met hulp van de regering hooglandrijst geïntroduceerd die in 2019 voor het eerst geoogst werd.
In 2015 onderscheidde president Desi Bouterse Alalaparoe tot drager van het Grootlint in de Ere-Orde van de Gele Ster en bevestigde hij de jarenlange strijd van inheemsen voor "de meest basale voorzieningen". De situatie verbeterde daarna niet en in 2018 luidde Alalaparoe de noodklok bij minister Edgar Dikan. Hij diende een lijst met problemen in die Trio in het gebied ondervonden. Hiervan werden een aantal daarna ingelost. Kort voor de verkiezingen in 2020 werden zonnepanelen geplaatst en werd voorzien in veilig drinkwater. Rond dezelfde tijd schonk ABOP-leider Ronnie Brunswijk Alalaparoe een nieuwbouwwoning en een Utility Task Vehicle.

### Jaren 2010
In maart 2021, rond de start van het landelijke vaccinatieprogramma tijdens de coronacrisis, leidde Alalaparoe een krutu in Kwamalasamoetoe met zeven dorpshoofden. Unaniem besloten ze om het vaccin te weigeren.
Terwijl Alalaparoe al enige tijd gezondheidsproblemen kende, maakte hij medio 2017 bekend dat zijn kleinzoon Jimmy Toeroemang hem mettertijd zal opvolgen. Opvolging binnen de familielijn is niet gebruikelijk binnen de Trio en Alalaparoe verkreeg hiervoor instemming bij een groot deel van zijn stam. Op 18 september 2021 droeg hij zijn granmanschap over aan Toeroemang tijdens een officiële inhuldiging met hoogwaardigheidsbekleders.
Tijdens de vierde coronagolf raakte hij besmet aan COVID-19. Hij werd op 11 november 2021 naar het AZP in Paramaribo overgevlogen en daarna in het Regionaal Ziekenhuis Wanica opgenomen. Daar overleed hij op 21 november aan de gevolgen van de virusziekte in combinatie met onderliggend lijden. Asongo Alalaparoe is 79 jaar oud geworden.
Trio/Wayana (lijst) · 
Aluku (lijst) · 
Aukaners (lijst) · 
Kwinti (lijst) · 
Matawai (lijst) · 
Paramaccaners (lijst) · 
Saramaccaners (lijst)
politiek in Suriname · granman · kapitein · basja